# Kościół św. Marcina w Kłomnicach
Kościół Świętego Marcina – rzymskokatolicki kościół parafialny należący do parafii pod tym samym wezwaniem (dekanat Kłomnice archidiecezji częstochowskiej).

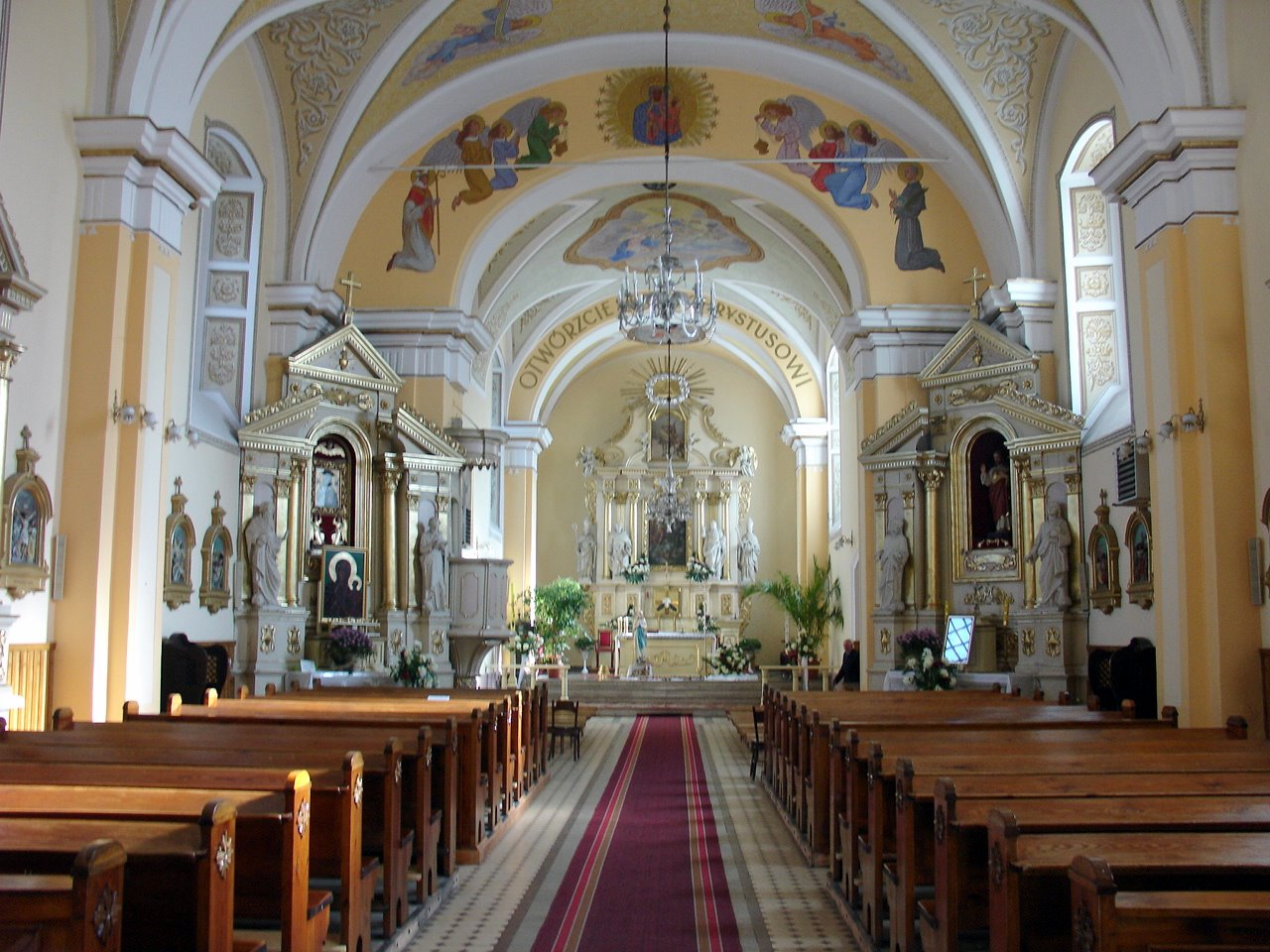
Wnętrze kościoła

Obecna świątynia została ufundowana przez właściciela wsi – Andrzeja Załuskiego, jego żonę Marię i siostrę Hilarię de Riviere i zbudowana w latach 1779–1789. Poświęcona została w 1790 roku, a konsekrowana w 1791 roku przez biskupa sufragana gnieźnieńskiego Michała Kociesza-Kosmowskiego, opata w Trzemesznie. Wówczas kościół, który miał wcześniej za patrona Trójcę Świętą, otrzymał wezwanie św. Marcina.
Po I wojnie światowej, w 1918 roku świątynia została powiększona i odnowiona. Dobudowano do niej wtedy prezbiterium i nową zakrystię. Prace te zostały wykonane dzięki staraniom księdza Romana Kossowskiego, a ufundowali je parafianie.
W 1946 roku zostały ufundowane trzy nowe dzwony na miejsce zrabowanych przez hitlerowców podczas II wojny światowej. Ksiądz Marian Kubowicz, którego staraniem owe dzwony zostały kupione, usunął również zniszczenia w świątyni, powstałe na skutek bombardowania Kłomnic w 1939 roku. Kolejny proboszcz ksiądz Bronisław Panek przeprowadził remont dachów i zewnętrznych murów. Podczas urzędowania księdza Stanisława Piwowarskiego świątynia została ponownie odrestaurowana. Na miejscu pojedynczych drewnianych okien, zostały zamontowane podwójne żelazne, przebudowane zostało prezbiterium, zostały odnowione ołtarze, powstała nowa polichromia, wyremontowana została wieża i zostały założone: blacha miedziana na dachu i nowe tynki na zewnątrz świątyni. W 2000 roku została zamontowana nowa instalacja nagłaśniająca świątynię.